# Magyar uralkodók ágyasainak listája

A Magyar Királyság címere

A magyar uralkodók ágyasainak listáját tartalmazza az alábbi táblázat a XI. századtól a XX. századig. Kubinyi András így fogalmaz: „Teljesen valószínűtlen, hogy középkori királyaink közül csak négynek lett volna törvénytelen fia. Az első I. András király (1046–1060), akinek a krónikák szerint egy Marót falusi ágyasától György nevű fia született. A következő I. Károly (1308–1342). Az ő fattya, Kálmán herceg, győri püspök lett. Mátyás királynak (1458–1490) Edelpeck Borbála steini (Ausztria) polgárnőtől született fia, Corvin János, akit – miután kiderült, hogy Aragóniai Beatrix királynétól nem születhet gyermeke – eredménytelenül akart utódjává tenni. Végül II. Lajosnak (1516–1526) is volt egy – a jelek szerint elmebeteg – János nevű fia egy pozsonyi polgárnőtől. Erről csak azért tudunk, mert nagynénje férje, I. Ferdinánd életjáradékkal támogatta.”

## Királyi ágyasok
| Képe | Neve                          | Házastársa                              | Születése            | Ágyassá válása | Ágyas státusz vége                     | Halála            | Gyermekek a kapcsolatból                                                      | Uralkodó                      |
| ---- | ----------------------------- | --------------------------------------- | -------------------- | -------------- | -------------------------------------- | ----------------- | ----------------------------------------------------------------------------- | ----------------------------- |
| –    | N. N.                         |                                         | ?                    | ?              | 1039 előtt                             | 1039 előtt        | György                                                                        | I. András (I. Endre)          |
| –    | Édua                          |                                         | ?                    | ?              | 1290. július 10. az uralkodó halála    | ?                 | nem születtek                                                                 | IV. (Kun) László              |
| –    | Köpcsecs (Kupcsek)            |                                         | ?                    | ?              | 1290. július 10. az uralkodó halála    | ?                 | nem születtek                                                                 | IV. (Kun) László              |
| –    | Mandula                       |                                         | ?                    | ?              | 1290. július 10. az uralkodó halála    | ?                 | nem születtek                                                                 | IV. (Kun) László              |
| –    | Csák Erzsébet (Guze)          |                                         | ?                    | ?              | ?                                      | ?                 | Kálmán győri püspök (1317/18–1375)                                            | I. Károly (Róbert)            |
| –    | Morzsinai Erzsébet            | Hunyadi Vajk                            | ?                    | ?              | ?                                      | ?                 | Hunyadi János (1407 körül–1456)                                               | Luxemburgi Zsigmond           |
| –    | N. de Gayette                 |                                         | ?                    | ?              | 1414. augusztus 6. az uralkodó halála  | ?                 | 1. Durazzói Mária (–fiatalon) 2. Durazzói Rajnald capuai herceg (?–1422 után) | Durazzói László (ellenkirály) |
| –    | Margareta Marzano             |                                         | ?                    | ?              | 1414. augusztus 6. az uralkodó halála  | ?                 | nem születtek                                                                 | Durazzói László (ellenkirály) |
| –    | Edelpeck Borbála              | Friedrich von Enzersdorf                | ?                    | 1470           | 1476 az uralkodó 2. házassága          | 1495. február     | Corvin János (1473–1504)                                                      | I. (Hunyadi) Mátyás           |
| –    | Wass Angelitha                | Ethey N.                                | ?                    | 1520 körül     | 1521 körül az uralkodó házassága       | ?                 | Wass János (1521 körül–1580 után)                                             | II. Lajos                     |
| –    | Kardosné                      | Kardos N.                               | ?                    | 1526           | 1540. július 17. az uralkodó halála    | ?                 | nem születtek                                                                 | I. (Szapolyai) János          |
| –    | Katharina Strada              |                                         | ?                    | 1579           | ?                                      | 1629              | 1. Ausztriai Julius Caesar (1584/86–1609) 2. Ausztriai Károly (1603–1628)     | I. (Habsburg) Rudolf          |
| –    | Euphemia von Rosenthal        |                                         | ?                    | ?              | ?                                      | ?                 | 3. Ausztriai Karolina (Charlotte)(1591–1662) 4. Ausztriai Mátyás (1594–1626)  | I. (Habsburg) Rudolf          |
| –    | Lucia von Neuhaus             |                                         | ?                    | ?              | ?                                      | ?                 | ?                                                                             | I. (Habsburg) Rudolf          |
| –    | N. N.                         |                                         | ?                    | ?              | ?                                      | ?                 | 5. Ausztriai Anna Dorottya (1580–1624) 6. Ausztriai Dorottya (1611/12–1694)   | I. (Habsburg) Rudolf          |
| –    | Wolfgang von Rumpf            |                                         | ?                    | ?              | ?                                      | ?                 | homoszexuális kapcsolat                                                       | I. (Habsburg) Rudolf          |
| –    | Philip Lang                   |                                         | ?                    | ?              | ?                                      | ?                 | homoszexuális kapcsolat                                                       | I. (Habsburg) Rudolf          |
| –    | N. N.                         |                                         | ?                    | ?              | ?                                      | ?                 | Ausztriai Mátyás (Matthias von Österreich)                                    | II. (Habsburg) Mátyás         |
|      | Maria Wilhelmina von Neipperg | Johann Adam Joseph von Auersperg herceg | 1738. április 30.    | 1755           | 1765. augusztus 18. az uralkodó halála | 1775. október 21. | nem születtek                                                                 | Lotaringiai Ferenc            |
|      | Anna Nahowski (Anna Nowak)    | 1. N. Heuduck 2. Franz Nahowski         | 1860                 | 1875           | 1888                                   | 1931              | nem születtek                                                                 | I. Ferenc József              |
|      | Katharina Schratt             | Kiss Miklós                             | 1853. szeptember 11. | 1883           | 1916. november 21. az uralkodó halála  | 1940. április 17. | nem születtek                                                                 | I. Ferenc József              |